# Préfet de Rome
Le préfet de Rome ou préfet de la Ville (en latin : Praefectus urbanus, ou praefectus urbi, abrégé en PUR, littéralement délégué pour la ville) est une charge  non collégiale et non élective, chargée de gouverner la ville. Si les historiens romains mentionnent durant la royauté romaine et la République archaïque une délégation temporaire et épisodique pour défendre la ville en l'absence des titulaires du pouvoir, la préfecture de Rome n'est une fonction réelle que sous l'Empire.

## Période monarchique
Sous le règne des rois, la mention de préfet de Rome apparaît chez les historiens antiques : Tite-Live l'indique dans sa narration de la fin du règne de Tarquin le Superbe et de l'organisation de la première élection des consuls. Tacite et Denys d'Halicarnasse disent qu'il avait à titre provisoire les pouvoirs judiciaires du roi lorsque celui-ci quittait la ville. Ils font remonter cette pratique à Romulus,.

## Période républicaine
Aux premiers siècles de la République romaine, les consuls déléguaient à un ancien consul l'administration judiciaire ou la défense de la Ville de Rome en leur absence,. Ce rôle ne fut plus nécessaire après la création de la magistrature de préteur urbain, qui pouvait assurer l'administration de Rome en l'absence des consuls.
L'absence de magistrats à Rome pouvait encore se produire dans un cas particulier, lors des Féries latines. Tous les magistrats se rendaient sur le mont Albain pour quatre jours de célébrations, tandis qu'un jeune patricien assurait la garde de Rome avec le titre de praefectus urbi feriarum latinarum,. Des inscriptions latines témoignent de ce rôle mineur, assuré en tout début de carrière publique, avant le vigintivirat ou avant la questure. Cette fonction marginale de préfet des Féries latines persiste sous l'Empire.

## Période du Haut-Empire

### Mise en place
Auguste est à l'initiative de la préfecture de la Ville, confiée à un sénateur commandant trois puis quatre cohortes.
En 26 av. J.-C., Auguste est absent de Rome. Conscient de l'importance stratégique de la Ville, il décide de nommer un homme pour gérer l'administration de la ville. C'est d'abord Marcus Valerius Messalla Corvinus qui démissionne et laisse sa place à Titus Statilius Taurus. À partir de 13 av. J.-C., des nominations interviennent sporadiquement, mais il faut attendre 27 ap. J.-C., et le départ définitif de Rome de Tibère pour voir la préfecture de la Ville devenir permanente.
À l'époque impériale, le préfet de la Ville est toujours un sénateur en fin de carrière, généralement un ancien proconsul d'Afrique ou d'Asie, nommé à ce poste par l'empereur pour son expérience administrative (L'Histoire Auguste qui est une source peu fiable dit que Alexandre Sévère aurait accordé au Sénat le droit de proposer un candidat). La charge était fréquemment conférée à vie.
Le préfet de la Ville récupère progressivement les tâches de maintien de l'ordre qui incombaient aux consuls, aux préteurs et aux édiles. Il doit maintenir l'ordre public la journée, la vie nocturne étant laissée au préfet des vigiles. Il surveille les lieux de spectacles, les marchés et le commerce dans les lieux publics. Pour cette mission, le préfet de la Ville dispose depuis Tibère de trois cohortes urbaines.
Le bureau du préfet de la Ville devait se trouver dans la Basilique Æmilia puis dans le Temple de la Paix à partir des Flaviens.

### Une justice d'exception
Il possède aussi un rôle important dans le domaine judiciaire. Il exerce la justice criminelle dans un tribunal d'exception pour tout ce qui peut menacer l'ordre public, y compris les affaires graves soumises au préfet de l'annone, au préfet des vigiles ou aux magistrats inférieurs. Marginal à ses débuts, ce tribunal devient à partir des Sévères la principale cour de justice criminelle de la Ville et d'Italie, et, au IIIe siècle, elle statue par délégation impériale sur les appels à l'empereur venant de causes civiles. Ce tribunal exerce sa juridiction à Rome et à 100 milles autour de la Ville, comme pour les préteurs, et est compétent pour juger toute personne dans ce périmètre, depuis le sénateur jusqu'à l'esclave. Il applique la procédure dite de l'inquisition exceptionnelle (cognitio extra ordinem), d'application courante dans les provinces, mais nouvelle à Rome. Le préfet de la Ville conduit la procédure sans accusateur ni juges, mène lui-même l'interrogation et peut accepter les dénonciations. L'accusé ne peut se défendre que si le préfet l'autorise. Il renvoie ou prononce le jugement à son gré, après une éventuelle consultation de ses conseillers.

## Période du Bas-Empire
Le découpage de l'Italie en provinces sous Dioclétien a pour effet de réduire le périmètre des cent milles autour de Rome définissant la compétence territoriale du préfet de la Ville. En revanche, la dissolution par Constantin Ier en 312 des cohortes prétoriennes laisse le préfet de la Ville seul maître d'une force armée avec ses cohortes urbaines et seul responsable de la police de la ville. À partir de 315, le préfet de la Ville se substitue aux anciennes magistratures tombées en désuétude pour présider le Sénat, sauf dans le cas de plus en plus rare de présence à Rome de l'empereur ou du consul ordinaire. Le préfet reçoit aussi la direction de la chancellerie sénatoriale, et assure ainsi les communications officielles entre le Sénat et l'empereur. En 331, Constantin élargit les pouvoirs du préfet de la Ville, en lui subordonnant le préfet des vigiles, le préfet de l'annone, le curator aquarum et Miniciae et les autres curatelles, concentrant ainsi tous les grands services urbains dans les mains du préfet de la Ville.
Le préfet de la Ville dirige au IVe siècle une importante population de personnel, que Chastagnol évalue à un millier de fonctionnaires, et à quatre mille policiers et pompiers, qui remplacent les trois cohortes urbaines et les sept cohortes de vigiles, à la suite d'une réforme qui se situe entre 368 et 379. Ses compétences administratives sur la ville sont alors multiples :
- maintien de l'ordre public,
- contrôle de l'enseignement et des bibliothèques,
- organisation de l'état-civil,
- contrôle des poids et mesures,
- direction des travaux publics,
- organisation du ravitaillement, ce qui recouvre le stockage et le transport des grains depuis Ostie et Portus jusqu'aux horrea de Rome, ainsi que les distributions d'huile, de viande de porc et de vin.

## Liste des préfets de Rome
Pour les 129 titulaires de 290 à 423, voir Les Fastes de la Préfecture de Rome au Bas-Empire d'André Chastagnol (ouvrage cité en bibliographie).

### AuHaut-Empire romain
| prise de fonction | sortie de charge | Préfet de Rome                               | Préfet de Rome |
| -16               | 14               | Titus Statilius Taurus                       |                |
| 14                | 32               | Lucius Calpurnius Piso Caesoninus            |                |
| 32                | 33               | Lucius Aelius Lamia                          |                |
| 33                | 36               | Cossus Cornelius Lentulus                    |                |
| 36                | 37               | Lucius Calpurnius Piso                       |                |
| 38                | 41               | Quintus Sanquinius Maximus                   |                |
| 41                | 56               | Lucius Volusius Saturninus                   |                |
| 56                | 60               | Titus Flavius Sabinus                        |                |
| 60                | 61               | Lucius Pedanius Secundus                     |                |
| 61                | Juin 68          | Titus Flavius Sabinus II                     |                |
| Juin 68           | Janvier 69       | Aulus Ducenius Geminus                       |                |
| Janvier 69        | 21/12/69         | Titus Flavius Sabinus III                    |                |
| 73                | v. 75            | Tiberius Plautius Silvanus Aelianus          |                |
| v. 75             | v. 85/86         | Lucius Plotius Pegasus                       |                |
| 86                | 88               | Marcus Arrecinus Clemens                     |                |
| 89                | v. 92            | Caius Rutilius Gallicus                      |                |
| v. 92?            | 96?              | Titus Aurelius Fulvus                        |                |
| v. 103/4          | ?                | Tiberius Iulius Candidus Marius Celsus       |                |
| v. 100/5?         | v. 110/5?        | Sextus Attius Suburanus                      |                |
| 106?              | /114             | Quintus Glitius Atilius Agricola             |                |
|                   | 117/             | Quintus Baebius Macer                        |                |
| v.125             | /135             | Marcus Annius Verus                          |                |
| 124?              | 134              | Marcus Lollius Paulinus Asiaticus            |                |
|                   | 138              | Lucius Catilius Severus                      |                |
| 138               |                  | Servius Cornelius Scipio Salvidienus Orfitus |                |
|                   | 146              | Sextus Erucius Clarus                        |                |
| 146               | 160              | Quintus Lollius Urbicus                      |                |
| v. 160?           | /168             | Quintus Junius Rusticus                      |                |
| 167/8             |                  | Lucius Sergius Paullus                       |                |
| 179/80            | 183              | Caius Aufidius Victorinus                    |                |
|                   | 189?             | Seius Fuscianus                              |                |
| 189/90            | 31/12/192        | Publius Helvius Pertinax                     |                |
| 1/1/193           | 28/3/193         | Titus Flavius Claudius Sulpicianus           |                |
| 4/193             | 6/193            | Cornelius Repentinus                         |                |
| 7/193             | 7/193            | Vibius? Bassus                               |                |
| 7/193             | 195              | Caius Domitius Dexter                        |                |
| 199               | 203              | Publius Cornelius Anullinus                  |                |
| 203               | 204              | Lucius Fabius Cilo                           |                |
| 3/211             | 9/211?           | Sextus Varius Marcellus                      |                |
| 9/211?            | 212              | Caius Iulius Asper                           |                |
|                   | 217              | Flavius Maternianus                          |                |
| 11/4/217          | 6/217            | Marcus Oclatinius Adventus                   |                |
| 6/217             | 219              | Lucius Marius Maximus Perpetuus Aurelianus   |                |
| 219               | 220              | Publius Valerius Comazon                     |                |
| 220               | 220              | (Domitius?) Leo (Proscillianus?)             |                |
| 221               | 221              | Publius Valerius Comazon II                  |                |
| 221?              | 222              | Fulvius                                      |                |
| 222               | 11/3/222         | Publius Valerius Comazon III                 |                |
|                   | 223/             | Severus                                      |                |
|                   | 224/             | Appius Claudius Iulianus                     |                |
|                   |                  |                                              |                |

### AuBas-Empire romain

#### IIIesiècle
| prise de fonction | sortie de charge | Préfet de Rome                                         | Préfet de Rome |
| v.234             | 237              | Marcus Clodius Pupienus Maximus                        |                |
|                   | 1/238            | Sabinus                                                |                |
|                   | 243              | Gaius Furius Sabinus Aquila Thimesitheus               |                |
| v.243?            | 244              | Flavius Julius Latronianus                             |                |
| v. 240/69         | v. 240/69        | Caius Julius Aquilius Paternus                         |                |
| v. 245            | début 249        | Lucius Messius Quintus Decius Valerianus               |                |
| 249               |                  | Aulus Caecina Tacitus                                  |                |
| 254               |                  | Lucius Egnatius Victor Lollianus                       |                |
| 255               |                  | Lucius Valerius Claudius Acilius Priscillianus Maximus |                |
| 256               |                  | Nummius Ceionius Albinus                               |                |
| 257               |                  | Gaius Junius Donatus                                   |                |
| 258               | 260              | Publius Cornelius Saecularis                           |                |
| 261               | 263              | Nummius Ceionius Albinus II                            |                |
| 264               | 266              | Aspasius Paternus                                      |                |
| 267               | 268              | Lucius Petronius Taurus Volusianus                     |                |
| 269               | 270              | Flavius Antiochianus                                   |                |
| 270/1             | 270/1            | Pomponius Bassus                                       |                |
| 271               | 271              | Titus Flavius Postumius Varus                          |                |
| 272               | 272              | Flavius Antiochianus II                                |                |
| 273               | 274              | Virius Orfitus                                         |                |
| 275               | 275              | Postumius Suagrus                                      |                |
| 276               | 277              | Ovinius Pacatianus                                     |                |
| 278               | 280              | Virius Lupus                                           |                |
| 281               | 281              | Ovinius Paternus                                       |                |
| 282               | 282              | Pomponius Victorianus                                  |                |
| 283               | 283              | Titutius Roburrus                                      |                |
| 284               | 285              | Ceionius Varus                                         |                |
| 285               | 285              | Lucius Caesonius Ovinius Manlius Rufinianus Bassus     |                |
| 286               | 7/12/287         | Marcus Junius Maximus                                  |                |
| 27/2/288          | 289              | Pomponius Ianuarianus                                  |                |
| 290               | 291              | Lucius Turranius Gratianus                             |                |
| 18/2/291          | 3/8/292          | Caius Junius Tiberianus                                |                |
| 292               | 293              | Claudius Marcellus                                     |                |
| 293               | 295              | Septimius Acindynus                                    |                |
| 11/1/295          | 18/2/296         | Titus Claudius Aurelius Aristobulus                    |                |
| 18/2/296          | 297              | Cassius Dio                                            |                |
| 297               | 298              | Afranius Hannibalianus                                 |                |
| 298               | 299              | Lucius Artorius Pius Maximus                           |                |
| 299               | 1/3/300          | Anicius Faustus                                        |                |
|                   |                  |                                                        |                |

#### IVesiècle
| prise de fonction | sortie de charge | Préfet de Rome                             | Préfet de Rome |
| 3/300             | 301              | Pompeius Appius Faustinus                  |                |
| 301               | 2/302            | Lucius Aelius Helvius Dionysius            |                |
| 2/302             | 9/303            | Nummius Tuscus                             |                |
| 9/303             | 1/304            | Junius Tiberianus                          |                |
| 1/304             | 2/305            | Aradius Rufinus                            |                |
| 2/305             | 3/306            | Titus Flavius Postumius Titianus           |                |
| 3/306             | 8/307            | Caius Annius Anullinus                     |                |
| 8/307             | 4/308            | Attius Insteius Tertullus                  |                |
| 4/308             | 10/309           | Statius Rufinus                            |                |
| 10/309            | 10/310           | Aurelius Hermogenianus                     |                |
| 10/310            | 10/311           | Caius Ceionius Rufius Volusianus           |                |
| 10/311            | 2/312            | Junius Flavianus                           |                |
| 2/312             | 10/312           | Aradius Rufinus II                         |                |
| 10/312            | 11/312           | Caius Annius Anullinus II                  |                |
| 11/312            | 12/313           | Aradius Rufinus III                        |                |
| 12/313            | 8/315            | Caius Ceionius Rufius Volusianus II        |                |
| 8/315             | 8/316            | Caius Vettius Cossinius Rufinus            |                |
| 8/316             | 5/317            | Ovinius Gallicanus                         |                |
| 5/317             | 9/319            | Septimius Bassus                           |                |
| 9/319             | 9/323            | Valerius Maximus Basilius                  |                |
| 9/323             | 1/325            | Locrius Verinus                            |                |
| 1/325             | 11/326           | Acilius Severus                            |                |
| 11/326            | 9/329            | Amnius Anicius Julianus                    |                |
| 9/329             | 10/329           | Publius Optatianus Porphyrius              |                |
| 10/329            | 4/331            | Petronius Probianus                        |                |
| 4/331             | 4/333            | Sextus Anicius Paulinus                    |                |
| 4/333             | 5/333            | Publius Optatianus Porphyrius II           |                |
| 5/333             | 4/334            | Marcus Ceionius Julianus                   |                |
| 4/334             | 12/335           | Amnius Anicius Paulinus                    |                |
| 12/335            | 3/337            | Ceionius Rufius Albinus                    |                |
| 3/337             | 1/338            | Lucius Aradius Valerius Proculus           |                |
| 1/338             | 7/339            | Mecilius Hilarianus                        |                |
| 7/339             | 10/339           | Lucius Turcius Apronianus                  |                |
| 10/339            | 2/341            | Fabius Titianus                            |                |
| 2/341             | 4/342            | Aurelius Celsinus                          |                |
| 4/342             | 7/342            | Quintus Flavius Maesius Egnatius Lollianus |                |
| 7/342             | 4/344            | Aconius Catullinus Philomatius             |                |
| 4/344             | 7/345            | Quintus Rusticus                           |                |
| 7/345             | 12/346           | Petronius Probinus                         |                |
| 12/346            | 6/347            | Marcus Furius Placidus                     |                |
| 6/347             | 4/349            | Ulpius Limenius                            |                |
| 5/349             | 2/350            | Hermogenes                                 |                |
| 2/350             | 3/351            | Fabius Titianus II                         |                |
| 3/351             | 5/351            | Aurelius Celsinus II                       |                |
| 5/351             | 6/351            | Caelius Probatus                           |                |
| 6/351             | 12/351           | Clodius Celsinus Adelphius                 |                |
| 12/351            | 9/352            | Lucius Aradius Valerius Proculus II        |                |
| 9/352             | 9/352            | Septimius Mnasea                           |                |
| 9/352             | 12/353           | Neratius Cerealis                          |                |
| 12/353            | 7/355            | Memmius Vitrasius Orfitus                  |                |
| 7/355             | 11/356           | Flavius Leontius                           |                |
| 1/357             | 3/359            | Memmius Vitrasius Orfitus II               |                |
| 3/359             | 359              | Junius Bassus Theotecnius                  |                |
| 359               | Automne 361      | Tertullus                                  |                |
| Automne 361       | 1/362            | Maximus                                    |                |
| 12/362            | début 364        | Lucius Turcius Apronianus Asterius         |                |
| 4/364             | 3/365            | Lucius Aurelius Avianius Symmachus         |                |
| 4/365             | 9/365            | Caius Ceionius Rufius Volusianus Lampadius |                |
| 10/365            | 5/367            | Viventius                                  |                |
| 8/367             | 9/368            | Vettius Agorius Praetextatus               |                |
| 1/369             | 8/370            | Quintus Clodius Hermogenianus Olybrius     |                |
| 1/371             | 7/372            | Publius Ampelius                           |                |
| 372               | 372/3            | Bappo                                      |                |
| 373               | 373              | Principius                                 |                |
| 374               | 374              | Flavius Eupraxius                          |                |
| 374               | 374              | Clodius Hermogenianus Caesarius            |                |
| vers 372/5        | vers 372/5       | Tanaucius Isfalangius                      |                |
| ap.374            |                  | Tarracius Bassus                           |                |
| 376               | 376              | Aradius Rufinus                            |                |
| 376               | 377              | Gracchus                                   |                |
| 377               | 377              | Gabinius Vettius Probianus                 |                |
| 378               | 378              | Martinianus                                |                |
| 379               | 379              | Flavius Hypatius                           |                |
| 380               | 380              | Magnus Arborius                            |                |
| 380               | 380              | Anicius Paulinus                           |                |
| vers 379/83       | vers 379/83      | Lucius Valerius Septimius Bassus           |                |
| 381               | 381              | Valerianus                                 |                |
| 381               | 381              | Afranius Syagrius                          |                |
| 382               | 382              | Valerius Severus                           |                |
| 382               | 383              | Anicius Auchenius Bassus                   |                |
| 383               | 384              | Aventius                                   |                |
| 384               | 1/385            | Quintus Aurelius Symmachus                 |                |
| 2/385             | 2/387            | Pinianus                                   |                |
| 387               | 387              | Sallustius                                 |                |
| 387/8             | 387/8            | Sextius Rusticus Julianus                  |                |
| vers 389          | vers 389         | Sextus Aurelius Victor                     |                |
| 6/389             | 2/391            | Ceionius Rufius Albinus                    |                |
| 391               | 391              | Faltonius Probus Alypius                   |                |
| 391               | 391              | Flavius Philippus                          |                |
| 395               | 395              | Basilius                                   |                |
| 395               | 395              | Andromachus                                |                |
| 395               | 397              | Florentinus                                |                |
| 1/398             | 3/398            | Lampadius                                  |                |
| 3/398             |                  | Felix                                      |                |
| 399               | 400              | Nicomachus Flavianus                       |                |
|                   |                  |                                            |                |

#### Vesiècle
| prise de fonction | sortie de charge | Préfet de Rome                              | Préfet de Rome |
| 400               | 401              | Protadius                                   |                |
| 401               | 402              | Flavius Macrobius Longinianus               |                |
| 402               | 402              | Caecina Decius Albinus                      |                |
| 403               | 406              | Postumius Lampadius II                      |                |
| 406               | 406              | Flavius Pisidius Romulus                    |                |
| 407               | 407              | Senator                                     |                |
| 408               | 408              | Hilarius                                    |                |
| 408               | 408              | Nicomachus Flavianus II                     |                |
| 408               | 409              | Gabinius Barbarus Pompeianus                |                |
| 409               | 409              | Priscus Attalus                             |                |
| 409               | 410              | Marcianus                                   |                |
| 410               | 411              | Bonosianus                                  |                |
| 412               | 412              | Palmatus                                    |                |
| 412               | 414              | Flavius Annius Eucharius Epiphanius         |                |
| 5/414             | 9/414            | Rutilius Claudius Namatianus                |                |
| 414               | 414              | Caecina Decius Acinatius Albinus            |                |
| 415               | 415              | Gracchus                                    |                |
| 416               | 416              | Probianus                                   |                |
| 417               | 418              | Rufius Antonius Agrypnius Volusianus        |                |
| 418               | 420              | Aurelius Anicius Symmachus                  |                |
| 420               | 421              | Petronius Maximus                           |                |
| Vers 422          |                  | Anicius Acilius Glabrio Faustus             |                |
| Entre 408 et 423  |                  | Junius Valerius Bellicus                    |                |
| 425               |                  | Anicius Acilius Glabrio Faustus II          |                |
| 426               |                  | Flavius Albinus                             |                |
| vers 431          |                  | Appius Nicomachus Dexter                    |                |
| Entre 425 et 437  |                  | Anicius Acilius Glabrio Faustus III         |                |
| Entre 421 et 439  |                  | Petronius Maximus II                        |                |
| 438               |                  | Flavius Paulus                              |                |
| 440               |                  | Pierius                                     |                |
| 441               | 441              | Fonteius Litorius Auxentius                 |                |
| avant 443         |                  | Petronius Perpenna Magnus Quadratinus       |                |
| 443               |                  | Storacius                                   |                |
| Entre 443 et 449  |                  | Honoratus                                   |                |
| 445               |                  | Fonteius Litorius Auxentius II              |                |
| 445               |                  | Auxiliaris                                  |                |
| avant 448         |                  | Rufius Praetextatus Postumianus             |                |
| avant 450         |                  | Flavius Rufius Opilio                       |                |
| 450               |                  | Flavius Eurycles Epityncanus                |                |
| avant 451         |                  | Valerius Faltonius Adelphius II             |                |
| 452               |                  | Memmius Aemilius Trygetius                  |                |
| 458               |                  | Aemilianus                                  |                |
| vers 450/60       |                  | Rufius Viventius Gallus                     |                |
| Entre 455 et 476  |                  | Junius Valentinus                           |                |
| Entre 457 et 472  |                  | Probinus                                    |                |
| Entre 457 et 472  |                  | Plotius Eustachius                          |                |
| avant 467         |                  | Flavius Synesius Gennadius Paulus           |                |
| 468               | 469              | Caius Sollius Modestus Apollinaris Sidonius |                |
| 470               |                  | Messius Phoebus Severus                     |                |
| 470               | 471              | Flavius Eugenius Asellus                    |                |
| 471               | 472              | Publius Valerius Rufinus                    |                |
| 474               | 475              | Castalius Innocentius Audax                 |                |
| Entre 475 et 482  |                  | Anicius Acilius Aginantius Faustus          |                |
| avant 483         |                  | Aggerius                                    |                |
| avant 483         |                  | Glabrio Venantius Faustus                   |                |
| avant 483         |                  | Rufius Synesius Hadirianus                  |                |
| avant 483         |                  | Rufius Valerius Messalla                    |                |
| avant 483         |                  | Fabius Felix Passifilius Paulinus           |                |
| avant 483         |                  | Titus Haditanus Secundus                    |                |
| avant 483         |                  | Memmius Aemilius Trygetius                  |                |
| 484               |                  | Decius Marius Venantius Basilius            |                |
| 485               |                  | Quintus Aurelius Memmius Symmachus          |                |
| 486               |                  | Caecina Mavortius Basilius Decius           |                |
| 487               |                  | Nonius Arrius Manlius Boethus II            |                |
| 488               |                  | Rufius Achilius Sividius II                 |                |
| 488               |                  | Claudius Julius Ecclesius Dynamius          |                |
| vers 493          |                  | Turcius Rufius Apronianus Asterius          |                |
|                   |                  |                                             |                |

#### VIesiècle
| prise de fonction | sortie de charge | Préfet de Rome                     | Préfet de Rome |
| 502               | 503              | Anicius Acilius Aginantius Faustus |                |
| 506               | 507              | Constantius                        |                |
| 508               | 509              | Flavius Agapitus                   |                |
| 509               | 510              | Artemiodorus                       |                |
| 510               | 511              | Argolicus                          |                |
| 523               | 524              | Eusebius                           |                |
| 527               | 527              | Reparatus                          |                |
| 533               | 533              | Salventius                         |                |
| 535/6             | 535/6            | Honorius                           |                |
| vers 500/20       |                  | Catulinus                          |                |
| vers 500/20       |                  | Bacauda                            |                |
| vers 500/20       |                  | Julius Felix Campanianus           |                |
| vers 500/20       |                  | Justinianus                        |                |
| Entre 491 et 518  |                  | Valerius Florianus                 |                |
| 570               |                  | Palatinus                          |                |
| 573               |                  | Gregorius                          |                |
|                   |                  |                                    |                |